# Домініон Мелхиседека
14°39′08″ пн. ш. 168°58′24″ сх. д. / 14.652222222222° пн. ш. 168.97333333333° сх. д.
Домініон Мелхиседека (ДМ) — віртуальна держава, яку звинувачують у причетності до банківських махінацій по всьому світу. Хоча держава ніким юридично не визнана, вона оголошує своєю територією довільні ділянки землі по всьому світу.

## Походження
ДМ був створений у 1986 громадянами США Девідом Педлі і його сином Марком. Організатори також відомі під декількома псевдонімами, такими як «Цемах Бен Давид Нецер Корем», «Бранч Вінедрессер» і ін. Ці люди є також авторами одного з перекладів Біблії під назвою «Біблія Мелхиседека» — в центрі цього оповідання знаходиться таємнича фігура первосвященика Мелхиседека, який згадується в Старому Завіті, коли той вітав Аврама по дорозі в Ханаан (у «вченні» Педлі Мелхиседек проголошується предтечею Ісуса Христа). Автори займалися написанням свого опусу в основному у в'язницях, куди вони потрапляли за афери, пов'язані з акціями. Саме на цій книзі і ґрунтується вся державність Домініону та були створены законодавчі документи (Конституція та Добірка законів), з якими можна ознайомитись у Національній бібліотеці Австралії.

## Територія
Першою територією, що увійшла до Домініону, був оголошений незаселений атол Кліппертон (перейменований в острів Мелхиседека), володіння Франції.
Протягом 90-х років XX століття Домініон Мелхиседека оголосив про приєднання до своєї території ще декількох територій:
- Атол Таонгі (незаселене володіння Маршаллових Островів), узятий в «суверенну оренду» на 50 років;
- Острів Мальпелло (покинута військова база Колумбії)
- Мілководдя Каритан (Риф на глибині 9 метрів під водою)
- Острів Солкопе (частина островів Фіджі, куплений в «Суверенної Держави Ротума»)
- Русинія (Підкарпатська Русь) (Закарпаття, частина України)
- Велика частина Антарктиди

Жодна з цих вимог не визнана жодною державою.